# Павильон на Патриарших прудах
Павильо́н на Патриа́рших пруда́х (Москва) был построен в 1985 году на месте деревянного здания, возведённого в 1938 (по другим сведениям ― в 1935 или 1939 году) по проекту Давида Хазанова. В предыдущем павильоне располагались буфет, прокат коньков и раздевалка для конькобежцев: зимой на пруду создавался каток. Архитекторами нового здания стали Михаил Хазанов (сын Давида Хазанова), Борис Палуй и Дмитрий Лукаев. Сразу после открытия в павильоне прошла выставка бумажной архитектуры, а после в здании был открыт ресторан. В 2000-х годах павильон пустовал, в 2011 и 2018 годы в нём были открыты рестораны Кирилла Гусеева и Александра Оганезова, соответственно. В 2019 году здание снова опустело, после чего появились проекты реконструкции павильона, вызвавшие серию протестных акций от жителей района, и реконструкция не была реализована. В 2020―2021 годы в здании прошёл ремонт, в ходе которого были покрашены стены, восстановлены барельефы на фасаде и заменены системы коммуникаций внутри павильона. В 2021 году в павильоне открылся ресторан Александра Раппопорта.
Современное здание расположено по адресу Большой Патриарший переулок, 7. Павильон построен в классическом стиле. Из элементов декора на здании павильона присутствуют арки, аттик и колонны. По мнению архитектора Евгения Асса, павильон играет важную роль в ансамбле Патриарших прудов, потому что его пропорции и архитектурный строй подходят под масштаб окружающего пространства. Дизайн интерьера был изменён во время ремонтных работ 2020―2021 годов и был оформлен в виде берега пруда.

## История

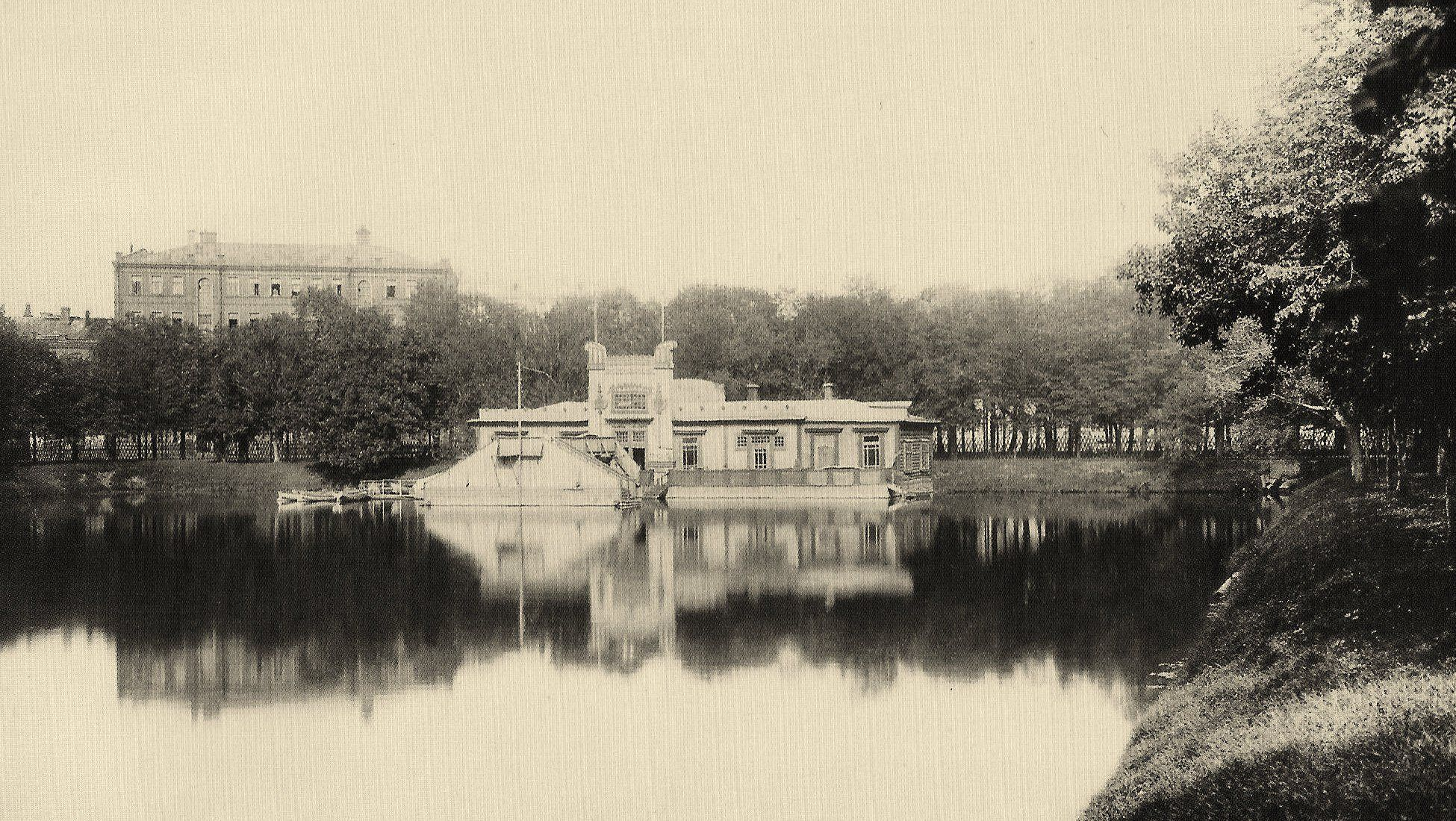
Дореволюционный павильон. Снесён в 1913 году

Первый павильон в парке вокруг Патриарших прудов появился до революции 1917 года, но располагался на противоположном берегу от современного. В нём находилась лодочная станция, которую снесли в 1913 году. На нынешнем месте деревянный павильон на гранитном цоколе возвели в 1938 году. Предположительно, его создали по проекту архитектора Давида Хазанова. В здании разместились буфет, прокат коньков и раздевалка для конькобежцев: зимой пруд превращался в каток, популярный у молодёжи. По воспоминаниям жителей района, в павильоне был установлен бак с водой и кружкой на цепочке; одна кружка стоила десять копеек днём и пятнадцать вечером.
К 1980-м годам старое деревянное здание заваливалось назад, его приходилось подпирать металлическими конструкциями. Павильон разобрали и на этом же месте из камня построили новый, по стилю повторявший предшественника. Новый проект разрабатывался на рубеже 1981―1982 годов. Занимавшийся перестройкой здания Михаил Хазанов, сын Давида Хазанова, попробовал объявить павильон памятником архитектуры, однако ему это не удалось, потому что с момента постройки не прошло сорока лет, необходимых для получения статуса. Архитектор получил разрешение начальника инспекции охраны памятников на разборку павильона с восстановлением и согласовал проект с главным архитектором Краснопресненского района. В 1983 году Михаил Хазанов покинул «Моспроект-2», проводивший перестройку здания, и потерял возможность работы над проектом. С 1983 года реконструкцией павильона занимались Борис Палуй и Дмитрий Лукаев. Михаил Хазанов продолжал заниматься надзором над перестройкой, но основную работу по созданию чертежей провели архитекторы Дмитрий Лукаев и Людмила Мотина. При проектировании Михаил Хазанов стремился сохранить восприятие павильона как одноэтажного здания. Цоколь был повышен на один гранитный блок, потому что в нём размещались раздевалки для катка. По инициативе архитектора Дмитрия Лукаева со старого здания были перенесены гипсовые барельефы с конькобежцами и лодочником. Строительство нового павильона началось и окончилось в 1985 году. После открытия в павильоне прошла вторая выставка бумажной архитектуры (первая проходила в редакции журнала «Юность»). Перестроенное здание увеличилось в полтора раза, по бокам были добавлены стеклянные эркеры с эвакуационными лестницами. До распада Советского Союза павильоном руководили сотрудники молодёжной секции Союза архитекторов.
В начале XXI века здание не использовалось. С 2004 года павильон как часть Патриарших прудов находится под охраной государства как памятник истории и культуры регионального значения. Однако, хотя правительство Москвы считает здание павильона «исторически ценным градоформирующим объектом», оно официально не является памятником архитектуры. По состоянию на 2005 год, в нём работал ресторан «Павильон», представленный владельцами заведений «Обломов на Пятницкой», «Тарелка» и Fish, бренд-шефом которого являлся Илья Тюков. В 2011 году в здании был открыт ресторан русской кухни Кирилла Гусева «Павильон». Внутри помещения, помимо основного зала, имелись балконы с дополнительными столами, весной и летом около ресторана открывалась веранда. С августа 2017 года по октябрь 2018 здание занимал ресторан Gilda Александра Оганезова. После павильон пустовал, а боковые пристройки использовались как раздевалки катка и буфет. В 2019 году павильон выставлялся на продажу за 660,9 миллиона рублей, после чего перешёл в ведение общества с ограниченной ответственностью «Патриаршие», одной из структур группы компаний «Киевская площадь».

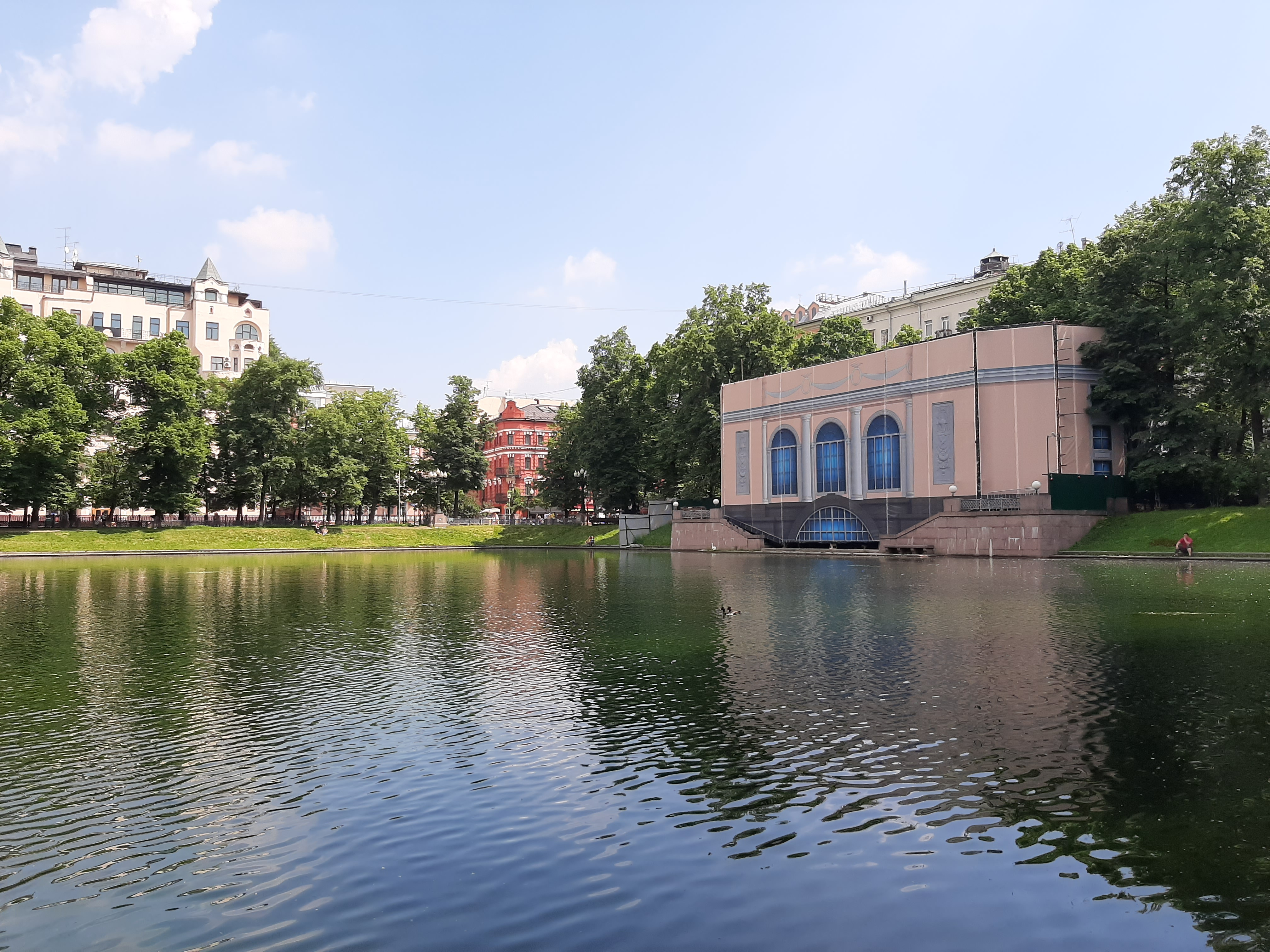
Павильон во время ремонта (2020)

22 февраля 2019 года появилось изображение проекта реконструкции павильона, на котором было изображено здание со стеклянной куполообразной крышей, невысоким бетонным забором и белой деревянной верандой на воде. Возможно, исполнителем данного проекта могло выступать проектное бюро по адресу площадь Киевского Вокзала, 2. Жители прилегающих к прудам районов в основном отнеслись к проекту негативно, так, они критиковали за «безвкусность» стеклянный купол здания и тот факт, что проект был разработан втайне от местных жителей и без учёта их мнения. Однако другая часть жителей посчитала проект и, в частности, стеклянную крышу, модным и современным. Сотрудники Комитета по архитектуре и градостроительству Москвы заявили, что в ведомство не поступал проект реконструкции павильона. В этот период покупку здания павильона рассматривал ресторатор Александр Раппопорт, который планировал перестроить здание для своего ресторана. Жители Патриарших прудов несколько раз выходили на акции протеста против реконструкции. При этом в «Киевской площади» с августа 2019 года заявляли о том, что внешний вид здания не поменяется. По мнению Михаила Хазанова, автора проекта павильона 1985 года, при реконструкции нарушились бы пропорции павильона: он из одноэтажного здания превратился бы в трёхэтажное, был бы уничтожен аттик. Архитектор Евгений Асс также раскритиковал проект и посчитал, что перестройка павильона нарушит композицию сквера возле Патриарших прудов, который является объектом культурного наследия.
После того, как проект раскритиковал архитектор Евгений Асс, собственник решил не реконструировать павильон и оставить его изначальный облик. 9 апреля 2020 года сорок пять деятелей культуры, включая Александра Ширвиндта, Чулпан Хаматову, Юрия Башмета и других, подписали коллективное письмо Сергею Собянину, в котором выразили опасение разрушения перестройкой композиции Патриарших прудов и попросили Сергея Собянина не допустить реконструкцию павильона, которая могла произойти в ходе ремонта здания, начавшегося в марте 2020 года. В апреле 2020 года московское Объединение административно-технических инспекций сообщило об остановке действия ранее выданного компании «Патриаршие» ордера на проводимые работы. В июне работы продолжились, муниципальный депутат Тверского района Кетеван Хараидзе заявила со ссылкой на заключение Мосгорнаследия, что власти не нашли нарушений в проведении ремонтных работ на павильоне. В июле 2020 года члены правозащитного центра «Единой России» направили Сергею Собянину обращение с просьбой проверить работы на предмет нарушения градостроительного и природоохранного законодательства и проконтролировать проведение ремонта здания. В 2021 году работы были завершены, новый ресторан получил название «Павильон. Пруд. Патрики». Согласно новому владельцу, Александру Раппопорту, снаружи здания были восстановлены барельефы, покрашены стены и установлена подсветка. Внутри были заменены системы кондиционирования, очистки воздуха и пожарной безопасности, однако в апреле 2021 года, после открытия ресторана, в интернете появились фотографии, на которых был виден понтон, вероятно оборудованный для возведения плавучей веранды. Кроме того, в исторической ограде прудов была пробита дыра, чтобы проложить дорожку к главному входу в ресторан. В 2022 году «Павильон. Пруд. Патрики» был реорганизован в филиал другого ресторана Александра Раппопорта, Erwin.

## Архитектура

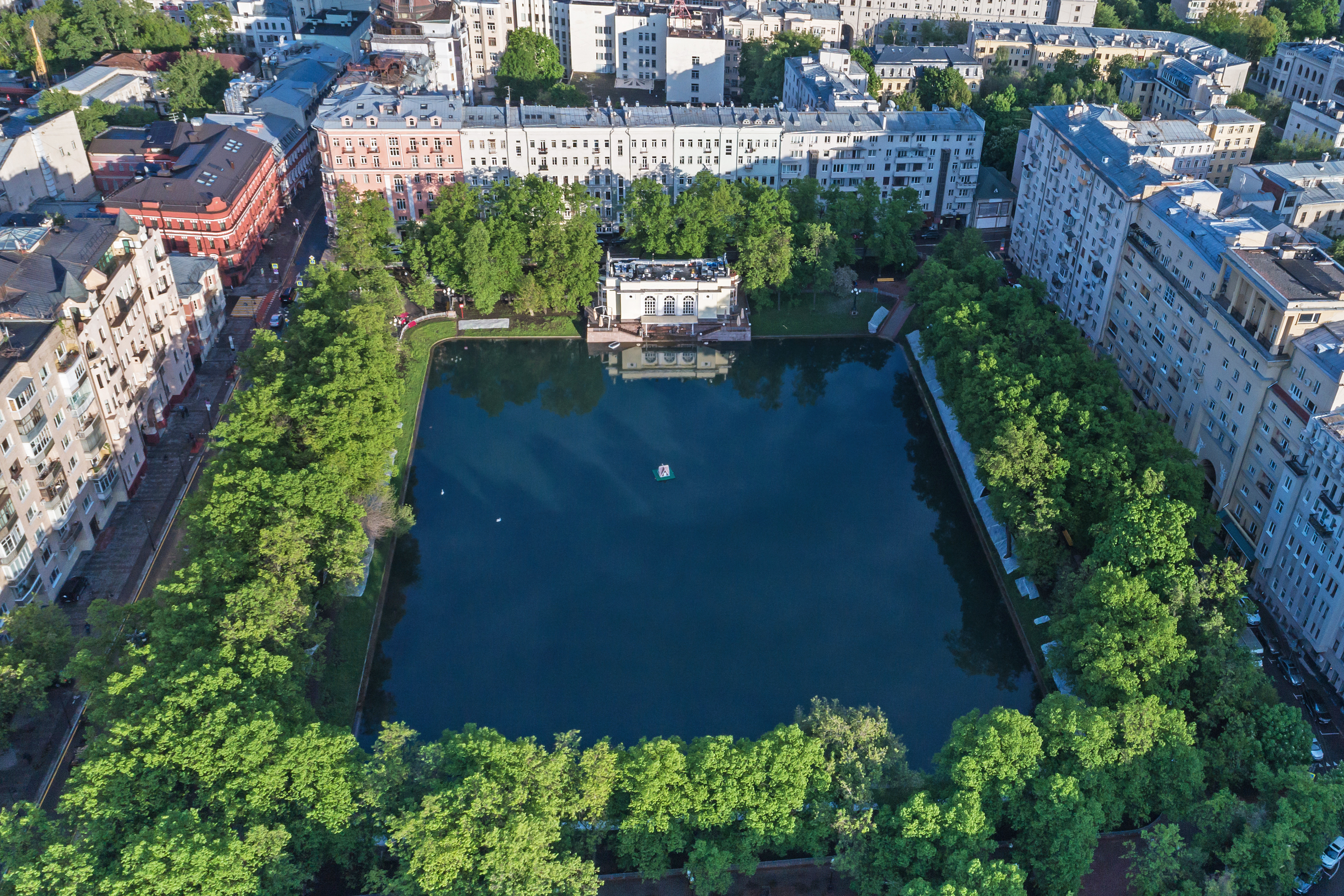
Павильон в ансамбле Патриарших прудов (2017)

Здание павильона построено в классическом стиле, однако его часто ошибочно считают памятником сталинского неоклассицизма. Архитектором и автором проекта здания 1938 года является Давид Хазанов, проектированием и архитектурой перестройки павильона в 1980-х годах занимался его сын Михаил Хазанов. Из элементов декора на здании павильона присутствуют арки, аттик и колонны. По мнению архитектора Евгения Асса, павильон играет важную роль в ансамбле Патриарших прудов, потому что его пропорции и архитектурный строй (в частности, арки, колонны и плоское завершение) подходят под масштаб окружающего пространства. Современное здание расположено по адресу Большой Патриарший переулок, 7.
По состоянию на 2005 год, в центре зала ресторана находились два больших бордовых дивана, стоявших спинками друг к другу, от которых расходилось функциональное пространство заведения. В зале, помимо диванов, размещались искусственно состаренные столы и стулья. Сверху оба крыла здания соединялись антресолями. Потолок посередине был украшен лепниной, на нём были установлены четыре светильника в виде прозрачных шаров с пластиковыми «шипами» за авторством югославского дизайнера Брано Шоуца. На стенах висели фотографии из журнала L’Officiel. Во время ремонта ресторана в 2020―2021 годах дизайн интерьера был изменён работниками бюро Krivtsova & Redina, которые оформили интерьер в виде берега пруда. В здании доступно около 70 мест для посетителей (около 50 в основном зале и 20 на балконе). На крыше планировалось разместить 26―28 мест. Летом работает терраса. По мнению журналистки Светланы Кесоян, новый интерьер получился слишком «пышным» (к примеру, туалетные комнаты были отделаны золотом).

### Комментарии
1. ↑  По другим данным ― в 1935[4] или в 1939[5][2] году.
2. ↑  Старый павильон был также известен как «грелка»[5].
3. ↑  В меню ресторана входили блюда азиатской и итальянской кухонь, а также советской кухни периода Михаила Булгакова[8].
4. ↑  Для ресторана выбран формат fine dining[англ.]. Шеф-поваром стал Евгений Цыганов. В меню вошли блюда из обитателей пресных водоёмов России[10].